# ايكر فلوريس
ايكر فلوريس (بالإسبانية: Iker Flores)‏ مواليد 28 يوليو 1976 في غالداكو، إسبانيا، هو دراج إسباني سابق في صنف سباق الدراجات على الطريق.

## روابط خارجية
- ايكر فلوريس على موقع الاتحاد الدولي للدراجات (الإنجليزية)
- ايكر فلوريس على موقع أرشيف الدراجات (الإنجليزية)
- ايكر فلوريس على موقع إحصائيات الدراجات الإحترافية (الإنجليزية)
- ايكر فلوريس على موقع نسبة الدراجات (الإنجليزية)
- ايكر فلوريس على موقع CycleBase (الإنجليزية)
- Eurosport Profile